# Havanaconferentie
De Havanaconferentie was een vergadering van alle kopstukken van de Amerikaanse maffia op 22 december 1946, gehouden in het Hotel Nacional in de Cubaanse hoofdstad Havana.
De conferentie werd niet in de Verenigde Staten gehouden omdat de maffialeider Lucky Luciano was verbannen, nadat hem een gevangenisstraf was kwijtgescholden omdat hij tijdens de Tweede Wereldoorlog had bemiddeld tussen de Amerikaanse regering en Italië.
Op de agenda stonden zaken als:
- Wie mocht zich de capo di tutti capi ('baas van alle bazen') noemen. Luciano eiste die titel op en werd gesteund door Albert Anastasia. Luciano moest hierin de strijd aanbinden met Vito Genovese, die had voorgesteld dat Luciano zich zou terugtrekken uit de georganiseerde misdaad.
- Het geschil tussen Albert Anastasia en Vito Genovese over drugshandel, dat dreigde uit te monden in een regelrechte bendeoorlog. Luciano bezwoer de twee rivalen het conflict niet uit de hand te laten lopen, met de Castellammarijnse oorlog nog in het geheugen.
- De situatie rond Bugsy Siegel, die er van werd verdacht maffiageld te verduisteren tijdens de bouw van het Flamingo hotel en casino. Siegel was voor de conferentie niet uitgenodigd, omdat zijn lot op de agenda stond. De bouw van het hotel, dat op het punt stond geopend te worden, had in plaats van de begrote 1,5 miljoen dollar meer dan 6 miljoen gekost. Meyer Lansky wist dat Siegels vriendin Virginia Hill geld naar Zwitserse bankrekeningen sluisde, en had aanwijzingen dat Siegel van plan was met het geld te vluchten naar Europa, als de "Flamingo" geen succes zou worden. Na een stemming (waaraan alleen de Italiaanse maffioso deelnamen) werd besloten Siegel te vermoorden, het contract werd verleend aan Charlie Fischetti uit Chicago. Lansky wist de aanwezigen echter te overtuigen te wachten tot na de opening van de "Flamingo" op tweede Kerstdag, om te kijken hoe het hotel-casino zou worden ontvangen.

Aanwezig tijdens de conferentie waren: 
- Tony Accardo, Chicago
- Joe Adonis, Brooklyn
- Albert Anastasia, Brooklyn
- Joseph Bonanno, New York
- Anthony Carfano, New York
- Frank Costello, New York
- Charlie Fischetti, Chicago
- Rocco Fischetti, Chicago
- Vito Genovese, New York
- Phil Kastel, New Orleans
- Meyer Lansky, Miami
- Thomas Lucchese, New York
- Lucky Luciano, Napels
- Stefano Magaddino, Buffalo (New York)
- Giuseppe Magliocco, Brooklyn
- Carlos Marcello, New Orleans
- Mike Miranda, New York
- Willie Moretti, Newark (New Jersey)
- Joseph Profaci, Brooklyn
- Santo Trafficante, Jr., Tampa